# Martina Schradi
Martina Schradi (/ʃʁadi/; * 1972) ist eine deutsche Comiczeichnerin und Autorin aus Nürnberg. Sie ist bekannt für Ach, so ist das?! – Biografische Comicreportagen von LGBTI.

## Karriere
Martina Schradi studierte Psychologie in Erlangen und Amsterdam sowie, nach einigen Jahren Berufstätigkeit als Psychologin, Kommunikationsdesign und Medien in Nürnberg und Stuttgart. Sie begann, sich mit Comics zu beschäftigen und produzierte mehrere Minicomics im Eigenverlag. 2013 startete sie das Comicprojekt Ach, so ist das?!.

### Ach, so ist das?!
Unter dem Motto „Ach, so ist das?!“ sammelt Martina Schradi wahre Geschichten von LGBTI* und zeichnet daraus biografische Comics. Themen der Geschichten sind unter anderem Coming Out in der Familie, in der Schule und am Arbeitsplatz, Umgang mit Geschlechterrollen und geschlechtstypischen Erwartungen, Regenbogenfamilien, Unterstützung, Freundschaft und Liebe bei LGBTI*, Fragen der Identität und Diskriminierungserfahrungen. Ein erstes Buch dazu wurde 2014 veröffentlicht, ein zweites 2018. Viele der Comics sind online zu sehen und auf Deutsch, Englisch, Spanisch, Russisch und Chinesisch abrufbar. Die Comics sind Teil eines Antidiskriminierungsprojekts, welches vom Bundesministerium für Familie, Senioren, Frauen und Jugend im Rahmen des Bundesprogramms Toleranz fördern – Kompetenz stärken, vom Menschenrechtsbüro der Stadt Nürnberg und von der Hannchen-Mehrzweck-Stiftung gefördert wurde. Eine Darstellung des Projekts wurde von Martina Schradi und Christine Burmann unter Ach, so ist das?! Ein Antidiskriminierungsprojekt zu LSBTI* auch für die Schule in dem Sammelband Teaching Gender veröffentlicht. Hier beschreiben die Autorinnen, wie die Comics eine Auseinandersetzung mit dem Thema LGBTI* fördern und in Workshops für Schüler, (angehende) Lehrkräfte und Multiplikatoren eingesetzt werden können.
Martina Schradi veröffentlichte die Ach, so ist das?!-Comics zudem in einer Wanderausstellung, die inzwischen in Deutschland, Österreich, Schweiz und in Teilen in Finnland, Tunesien, Italien, Belgien, Kanada, Russland und Ukraine zu sehen war. Seit 2015 bekommt sie immer wieder die Gelegenheit, ihre Arbeit auf größeren Veranstaltungen wie der ProutAtWork-Konferenz vorzustellen. Ach, so ist das?! wird inzwischen auch an der Universität Erlangen-Nürnberg auf Tagungen und Workshops in der Lehrkräfteausbildung eingesetzt. Eine Reihe weiterer Veranstaltungen wurden in dem Projekt durchgeführt, welche Martina Schradi in einem Blog dokumentiert.

## Werke

### Comics
- Ach, so ist das?! Stuttgart 2014, ISBN 978-3-943547-13-9.
- Ach, so ist das?! Band 2, Stuttgart 2018, ISBN 978-3-943547-40-5.

### Non-Fiction
- Das Kapitel Ach, so ist das?! Ein Antidiskriminierungsprojekt zu LSBTI* auch für die Schule im Sammelband Teaching Gender? zusammen mit Christine Burmann[5]
- Ein Beitrag in der Zeitschrift Contraste – Zeitung für Selbstorganisation. 34. Jahrgang, Ausgabe Mai 2017.

## Auszeichnungen
- ICOM-Sonderpreis der Jury 2015 für eine bemerkenswerte Comicpublikation[10]
- Michael-Schmidpeter-Sonderpreis 2014[11]
- Ausgezeichnet als außergewöhnliches Buch auf dem Internationalen Literaturfestival Berlin 2016[12]